# Cathedral of Learning

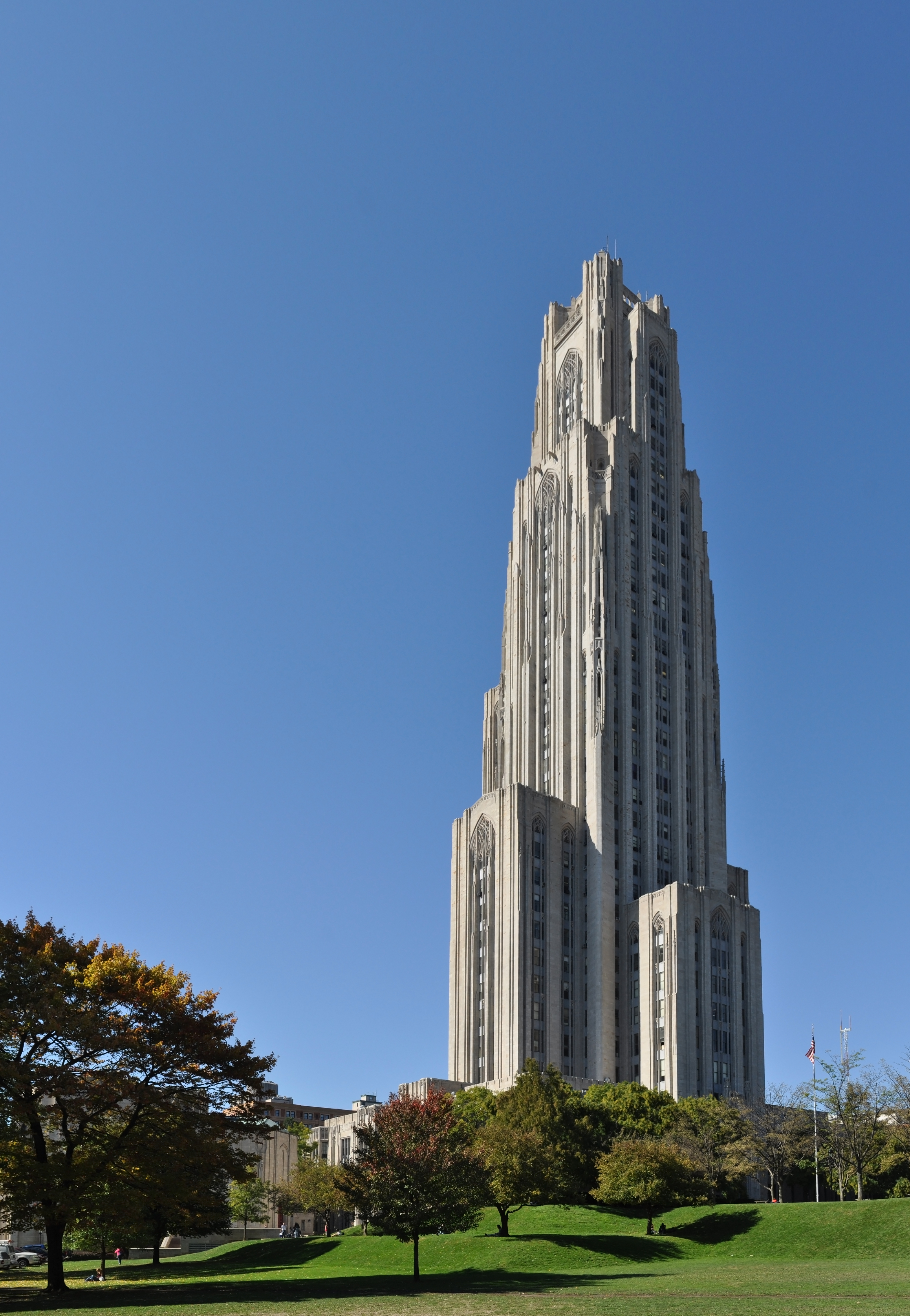
Cathedral of Learning

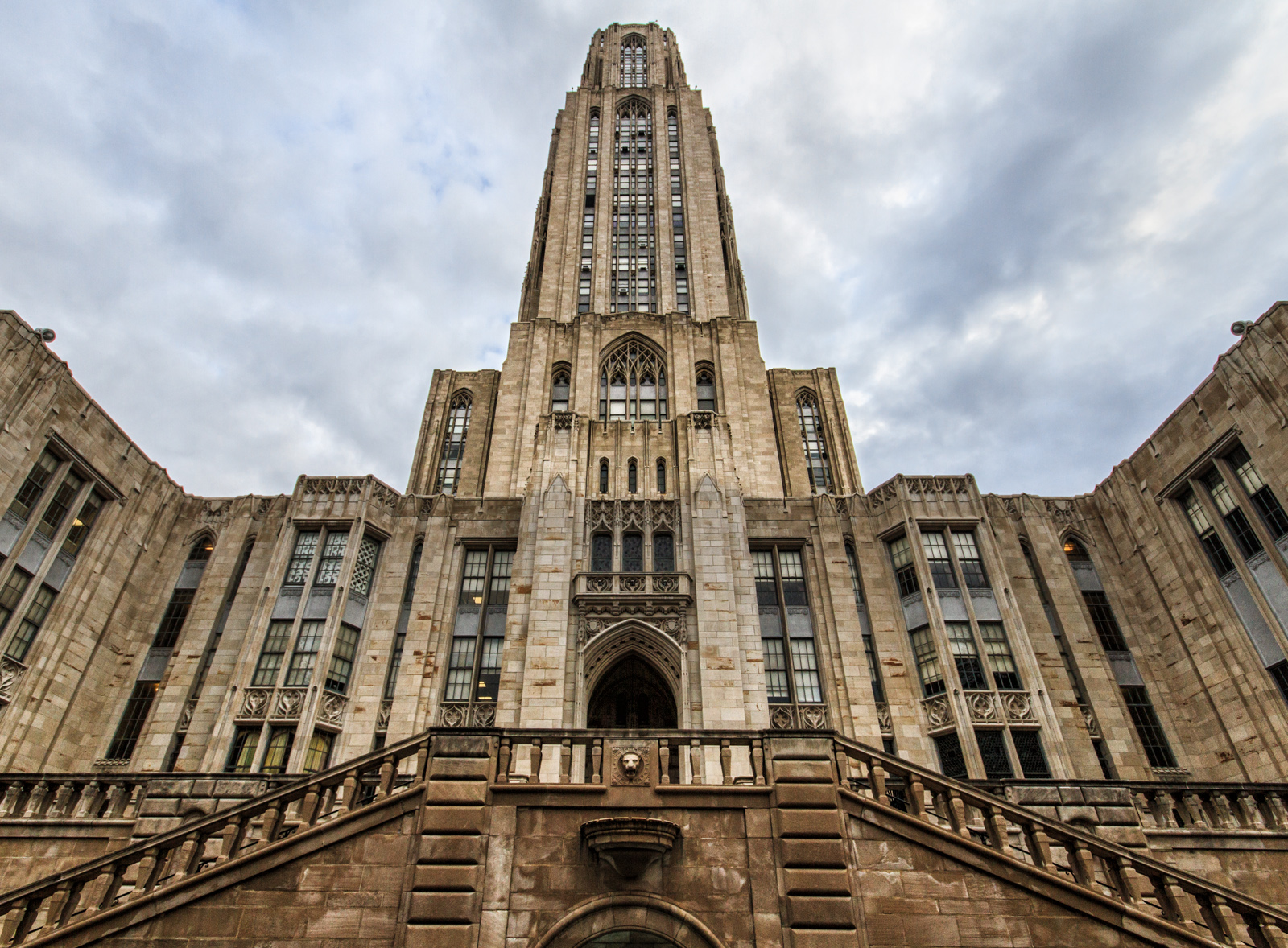
Cathedral of Learning

Die Cathedral of Learning ist ein Wolkenkratzer in Pittsburgh und das Hauptgebäude der University of Pittsburgh. Die Cathedral of Learning steht nicht in Downtown, sondern einige Kilometer außerhalb im Ortsteil Oakland. Das Bauwerk ist seit dem Jahr 1975 in das National Register of Historic Places eingetragen.

## Geschichte
Mit 163 Metern ist es das zweithöchste Universitätsgebäude der Welt nach der Lomonossow-Universität in Moskau und nach dem Woolworth Building in New York das zweithöchste Gebäude im neogotischen Baustil.
Der Bau wurde 1926 begonnen und erst nach elf Jahren Bauzeit 1936 beendet. Im Vergleich dazu war das deutlich höhere und größere Bank of Manhattan Company Building (jetzt The Trump Building) nach bereits elf Monaten fertig.
Der Architekt des Wolkenkratzers ist Charles Klauder.

## Commons Room

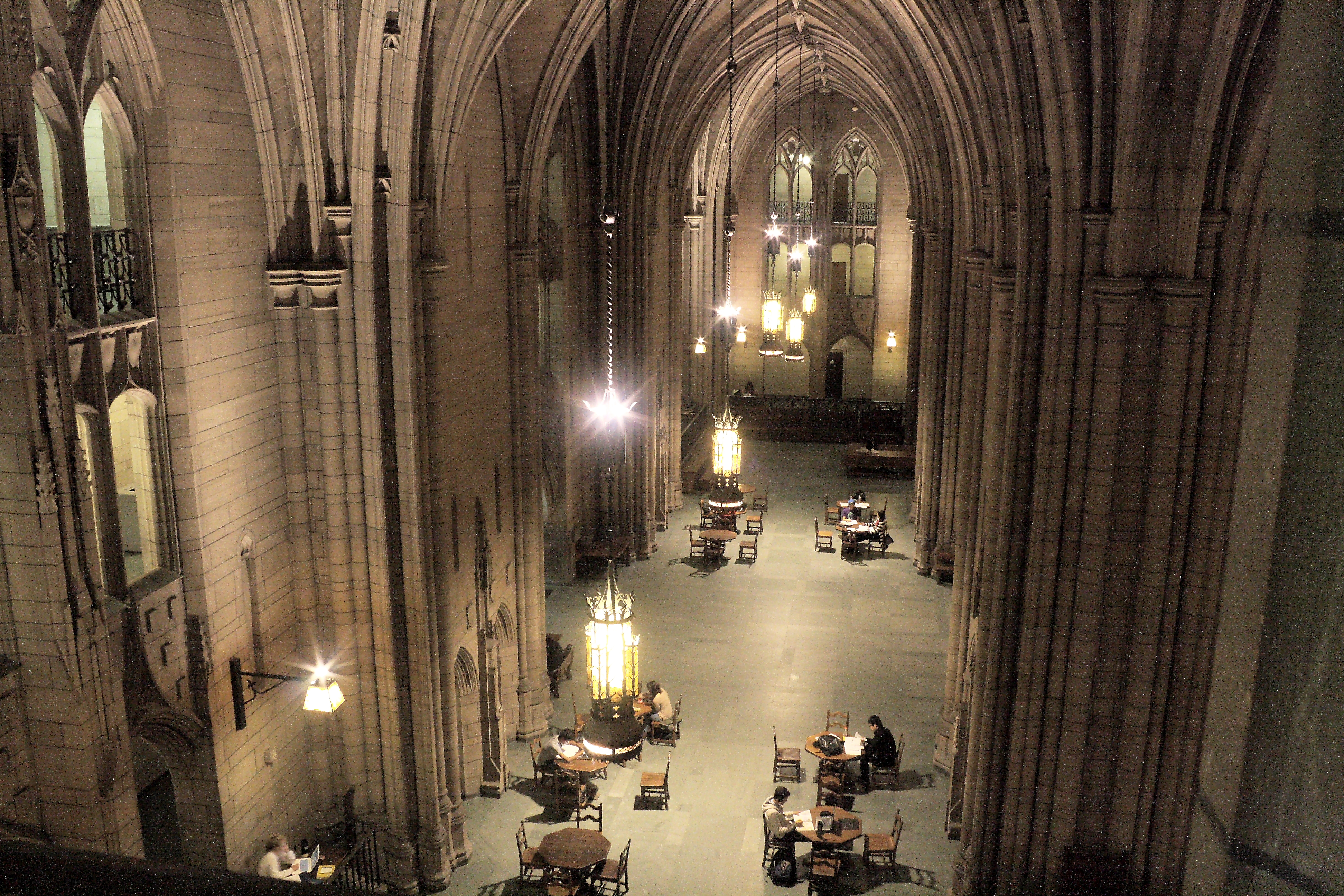
Der Lesesaal, Commons Room

Neben den Hörsälen ist der von Andrew W. Mellon gestiftete Lesesaal, der sogenannte Commons Room (deutsch: Gemeinschaftsraum) der bedeutendste Raum des Gebäudes, gestaltet in bewusster Anlehnung an die Kathedralgotik als eine Halle im gotischen Stil, die sich über eine Fläche von einem halben Hektar und über vier Stockwerke erstreckt und eine Höhe von 16 Metern erreicht. Beim Bau der Säulen und Bögen wurden keine Stahlstützen verwendet. Die Bögen tragen ihr eigenes Gewicht und die Säulenbasen wiegen jeweils fünf Tonnen. Lediglich der große zentralen Pfeiler ist mit Stein verkleidet. Der Stein dient als Abschirmung für den Baustahl, der die oberen Stockwerke des Gebäudes trägt.